# VDL Synergy
De VDL Synergy (voorheen VDL Bova Synergy) is een dubbeldekks touringcar van VDL Bus & Coach. De bus doet denken aan de inmiddels uit productie genomen Berkhof Axial dubbeldekker met wat andere stylingelementen. De bus werd in 2004 geïntroduceerd en is leverbaar in twee lengtevarianten. De bussen zijn beide drieassers. Synergy is een verwijzing naar Synergie. In 2015 werd de Synergy vervangen door de Futura FDD2.

## Inzet
| Bedrijf                                            | Type                    | Nu | Serie     | Bouwjaar | Opmerking                      |
| -------------------------------------------------- | ----------------------- | -- | --------- | -------- | ------------------------------ |
| Oad Reizen, Holten                                 | VDL Synergy SDD 141     | 1  | 258       | 2012     | Disneyland Kidsbus, touringcar |
| ALSA reizen, Emmen                                 | VDL Synergy SDD 141.510 | 1  | geen      | 2012     | touringcar                     |
| Oostenrijk, Diemen                                 | VDL Synergy SDD         | 1  | geen      | 2012     | touringcar                     |
| Kolmårdens Buss & Transport AB, Kolmården (Zweden) | VDL Synergy SDD 141     | 1  | geen      | 2011     | touringcar                     |
| Delfinbuss AB, Stockholm (Zweden)                  | VDL Synergy SDD130      | 1  | geen      | 2011     | touringcar                     |
| Nobina Sverige AB (Zweden)                         | VDL Synergy SDD 138-510 | 25 | 7400-7424 | 2011     | als lijndienst                 |
| Bus Éireann (Ierland)                              | VDL Synergy SDD141-460  | 8  | LE1-LE8   | 2012     | als lijndienst                 |
| Bus Éireann (Ierland)                              | VDL Synergy SDD141-460  | 12 | LD301-312 | 2015     | als lijndienst                 |
| Bus Éireann (Ierland)                              | VDL Synergy SDD141-460  | 27 | LD313-350 | 2016     | als lijndienst                 |